# Źródlarkowate
 Źródlarkowate (Hydrobiidae) – duża i mocno zróżnicowana rodzina ślimaków z podgromady przodoskrzelnych, rozprzestrzeniona na wszystkich kontynentach.

## Opis
Małe lub bardzo małe ślimaki o muszlach kształtu stożkowatego, jajowato-stożkowatego, wałeczkowatego lub też planispiralne. Dołek osiowy otwarty, głęboki lub nakłuty. Liczba skrętów od 2 do 8. Posiadają wieczko rogowe o spiralnej budowie. Noga silna, może być w całości schowana do muszli, którą szczelnie zatyka wieczko. Wieczko rogowe, o spiralnej budowie. 
Systematyka rodziny jest skomplikowana, ze względu na brak dobrych cech diagnostycznych. Jest to największa z rodzin w obrębie nadrodziny Rissoidaea. Jak do tej pory opisano ponad 400 rodzajów z ok. 1000 gatunków.

## Występowanie
Przedstawiciele rodziny zasiedlają wody słodkie (jeziora, rzeki, strumienie, zbiorniki zaporowe), słonawe, estuaria, a także wilgotne siedliska lądowe, zwykle na pograniczu wody i lądu, niektóre występują w morzach.

## Podział
W rodzinie Hydrobiidae wyróżnić można, zgodnie z podziałem zaproponowanym w oparciu o analizę wybranych sekwencji genów, następujące podrodziny:
- Hydrobiinae Stimpson, 1865 – synonimy: Paludestrinidae Newton, 1891; Pyrgorientaliinae Radoman, 1977; Pseudocaspiidae Sitnikova & Starobogatov, 1983
- Belgrandiinae de Stefani, 1877 - synonimy: Horatiini D. W. Taylor, 1966; Graecoanatolicinae Radoman, 1973; Sadlerianinae Radoman, 1973; Pseudohoratiinae Radoman, 1973; Orientaliidae Radoman, 1973 (inv.); Lithoglyphulidae Radoman, 1973; Orientalinidae Radoman, 1978 (inv.); Belgrandiellinae Radoman, 1983; Dabrianidae Starobogatov, 1983; Istrianidae Starobogatov, 1983; Kireliinae Starobogatov, 1983; lanzaiidae Starobogatov, 1983; Tanousiidae Starobogatov, 1983; Bucharamnicolinae Izzatulaev, Sitnikova & Starobogatov, 1985; Martensamnicolinae Izzatulaev, Sitnikova & Starobogatov, 1985; Turkmenamnicolinae Izzatulaev, Sitnikova & Starobogatov, 1985
- Clenchiellinae D. W. Taylor, 1966
- Islamiinae Radoman, 1973
- Nymphophilinae D. W. Taylor, 1966
- Pseudamnicolinae Radoman, 1977
- Pyrgulinae Brusina, 1882 (1869) - synonimy: Caspiidae B. Dybowski, 1913; Microliopalaeinae B. Dybowski & Grochmalicki, 1914; Micromelaniidae B. Dybowski & Grochmalicki, 1914; Turricaspiinae B. Dybowski & Grochmalicki, 1915; Liosarmatinae B. Dybowski & Grochmalicki, 1920; Chilopyrgulinae Radoman, 1973; Micropyrgulidae Radoman, 1973; Falsipyrgulinae Radoman, 1983; Ohridopyrgulinae Radoman, 1983; Prosostheniinae Pana, 1989
- Tateinae Thiele, 1925 - synonimy: Potamopyrgidae F. C. Baker, 1928; Hemistomiinae Thiele, 1929

Zgodnie z nim, dotychczasowe podrodziny Amnicolinae, Cochliopiinae, Lithoglyphinae, uzyskały status osobnych rodzin.